# شموئل دیوون

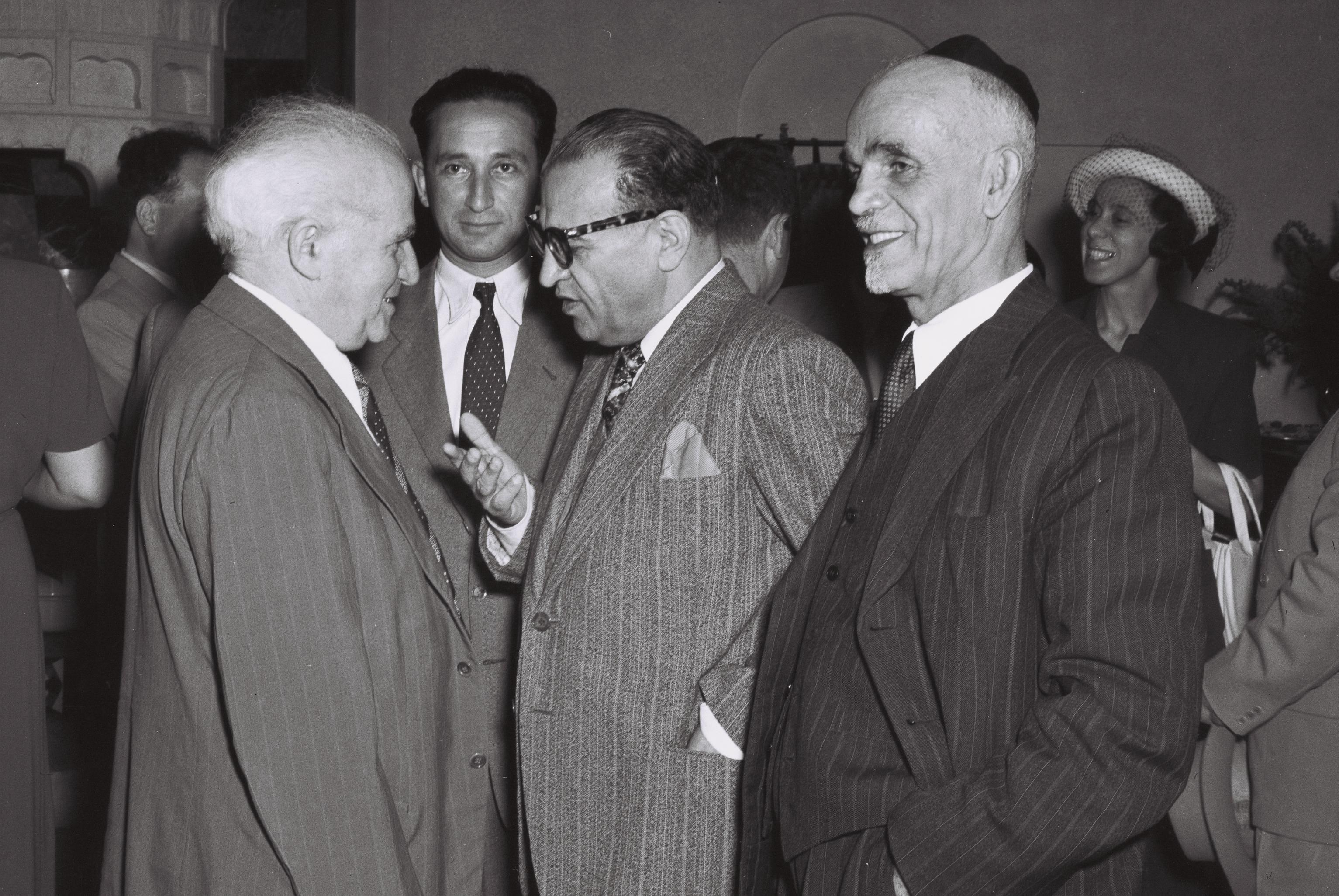
رضا صفی‌نیا، نماینده ویژه ایران در اسرائیل، در حین گفتگو با دیوید بن گوریون نخست‌وزیر و شموئل دیوون، سرپرست وقت بخش خاورمیانهٔ وزارت امور خارجه اسرائیل در مهمانی شامی که توسط نمایندگی ایران در باشگاه YMCA در اورشلیم ترتیب داده شده بود. سپتامبر ۱۹۵۰ م.

شموئل دیوون (به عبری: שמואל דיבון) افسر بلندپایهٔ اطلاعاتی، دیپلمات اسرائیلی و سرپرست بخش خاورمیانهٔ وزارت امور خارجه اسرائیل و اولین رئیس «بخش عربی» سازمان ضداطلاعات ارتش اسرائیل بود. 
شموئل دیوون از سال ۱۹۶۲ تا ۱۹۶۶ میلادی، مقام سفیر اسرائیل در اتیوپی و از سال ۱۹۶۶ تا ۱۹۶۸ میلادی، مقام سفیر اسرائیل در برزیل را برعهده داشت.
در سال ۱۹۴۲ میلادی، شموئل دیوون در مقام فرمانده سرویس اطلاعاتی مخفی هگانا مبتکر ایده‌ای برای تهیه داده‌های دقیقی از تمامی روستاهای عرب‌نشین در سرزمین فلسطین در دوره قیمومت بریتانیا بر فلسطین شد. این داده‌ها بعدا به «پرونده روستاهای عرب‌نشین» معروف شدند و نقشی حیاتی در پیروزی اسرائیل در جنگ استقلال را برعهده داشتند.
در سال ۲۰۰۳ درگذشت و در گورستان یرکون واقع در شهر پتخ تیکوا به‌خاک سپرده شد.